# مارك فايسه
مارك فايسه (بالألمانية: Marc Wiese)‏ هو كاتب سيناريو وصحفي ومخرج ألماني، ولد في 1966 في دورتموند في ألمانيا.

## وصلات خارجية
- مارك فايسه على موقع IMDb (الإنجليزية)
- مارك فايسه على موقع ألو سيني (الفرنسية)
- مارك فايسه على موقع قاعدة بيانات الفيلم (الإنجليزية)
- مارك فايسه على موقع كينوبويسك (الروسية)